# تيتانات الكالسيوم
تيتانات الكالسيوم مركب كيميائي من عنصر التيتانيوم والأكسجين والكالسيوم، صيغته CaTiO3، ويوجد على شكل مسحوق بلوري أبيض اللون. وهو ينتمي إلى مجموعة التيتانات.

## التحضير
ميكن أن يحضر المركب من تفاعل صهر أكسيد الكالسيوم مع ثنائي أكسيد التيتانيوم عند درجات حرارة تتجاوز 1300 °س.
{\displaystyle {\ce {CaO + TiO2 -> CaTiO3}}}

## الخواص
يوجد المركب في الشروط القياسية على شكل مسحوق بلوري أبيض، حيث تكون للبلورات بنية ذات نظام بلوري معيني قائم ببنية بلورية مماثلة لبنية البيروفسكيت.

## الاستخدامات
يمكن أن يستخدم مركب تيتانات الكالسيوم من أجل تحضير سبائك التيتانيوم الحديدية.